# Rock Dog
Rock Dog is een Chinees-Amerikaanse computeranimatiefilm uit 2016, geregisseerd door Ash Brannon.
Hoewel het een Chinese film is, is er voor gekozen om de animatie en productie te laten plaatsvinden in de Verenigde Staten, zodat de film geschikter zou worden voor een breder publiek dan alleen het Chinese.

## Verhaallijn
Het verhaal is gebaseerd op het Chinese stripverhaal 'Tibetan Rock Dog' van de artiest Zheng Jun. De Tibetaanse mastiff Bodi wil graag muzikant worden, tegen de wil van zijn vader in. Bodi is een grote fan van Angus, een kat die rockartiest is. Tegelijkertijd moet gestreden worden tegen een roedel wolven die het gemunt heeft op het schapendorp dat door Bodi's familie beschermd wordt.

## Stemverdeling
- Luke Wilson als Bodi
- J.K. Simmons als Khampa
- Eddie Izzard als Angus Scattergood
- Lewis Black als Linnux
- Sam Elliott als Fleetwood Yak
- Kenan Thompson als Riff
- Mae Whitman als Darma
- Jorge Garcia als Germur
- Matt Dillon als Trey